# Сан-Педру-де-Нордештинью
Сан-Педру-де-Нордештинью (порт. São Pedro de Nordestinho) — бывший район (фрегезия) в Португалии, в округе Азорские острова. Расположен на острове Сан-Мигел. Являлся составной частью муниципалитета Нордеште, 16 июля 2002 года упразднён.